# Gorenje Gradišče, Dolenjske Toplice
Gorenje Gradišče este o localitate din comuna Dolenjske Toplice, Slovenia, cu o populație de 77 de locuitori.